# Чистка либерала у Србији
Чистка „либерала“ у Србији је колоквијални назив за принудну смену руководства Савеза комуниста Србије услед Титовог притиска, октобра 1972. године.
Тада су под оптужбом за „либерализам“ принудно смењени Марко Никезић, Латинка Перовић, Бора Павловић, Мирко Тепавац, а из солидарности са њима повукао се и Коча Поповић. Због политике коју је водило тадашње руководство Савеза комуниста Србије, они су етикетирани „либералима“ и били су изложени жестокој кампањи као антититоисти и слично.

## След догађаја
Хрватски МАСПОК је угушен крајем 1971. након 21. седнице Председништва Савеза комуниста Југославије. Било је то време кад су ојачале тенденције националне државности република и постојао је страх од слабљења државног централизма. Либерали су сумњичени и да су помирљиви према критици федералног централизма и захтевима за слабљење партијског монопола СКЈ. Приговарано им је и што не желе да осуде хрватски маспок.
У медијима је 18. октобра 1972. године објављено Титово „писмо“ члановима СКЈ - позив на борбенију партију, „демократски централизам“ и већи надзор СКЈ над друштвом. Наредних дана дошло је до састанка југословенског председника Јосипа Броза Тита и руководилаца СК Србије и СР Србије.
26. октобра 1972. године поднели су оставке високи функционери ЦК СК Србије:
- Марко Никезић (председник ЦК СК Србије)
- Латинка Перовић (секретар ЦК)
- Бора Павловић (секретар ГК СК Београда).

Следи чистка „либерала“ у Србији и другим републикама.
Из солидарности са њима и Коча Поповић је тада дао оставку на све функције, у потпуности се повукавши из политике. Након што су поднели оставке, Никезић и Тепавац одлазе у првоборачку превремену пензију, на коју су имали право, а Латинка Перовић пише своју докторску дисертацију. Нашли су се у строгој изолацији, која је постала нарочито непријатна кад је штампа почела писати о њима као антититовској групи. Дружили су се по становима са Кочом Поповићем, и још неколицином најближих истомишљеника. Најгоре је прошао Мирко Чанадановић, коме су ускратили пасош кад је морао на операцију срца, каква се тада још није изводила у Југославији.
Уместо Никезића и Перовићеве изабрани су др Тихомир Влашкалић и Никола Петронић.

## Тумачења
Коча Поповић је смену српског руководства оценио као једну врсту дворског, односно државног удара:
После онога што је учињено са Србима (Никезићевом екипом) постало ми је јасније шта се догађа и куда идемо јер је то, по мојој оцени, била једна врста дворског (државног) удара. .... Оценио сам то као заверенички обрачун с легитимним заступницима демократске оријентације у Савезу комуниста, у Србији и у Југославији.— Коча Поповић
Један од смењених, Мирко Тепавац, сматра да је обрачун са њима било одбацивање реформи СФРЈ:
Обрачун са тзв. либералима 1972. био је одбацивање већ увелико сазреле потребе за демократским реформама самоуправног социјализма Југославије.— Мирко Тепавац